# Mercado Central de Alicante

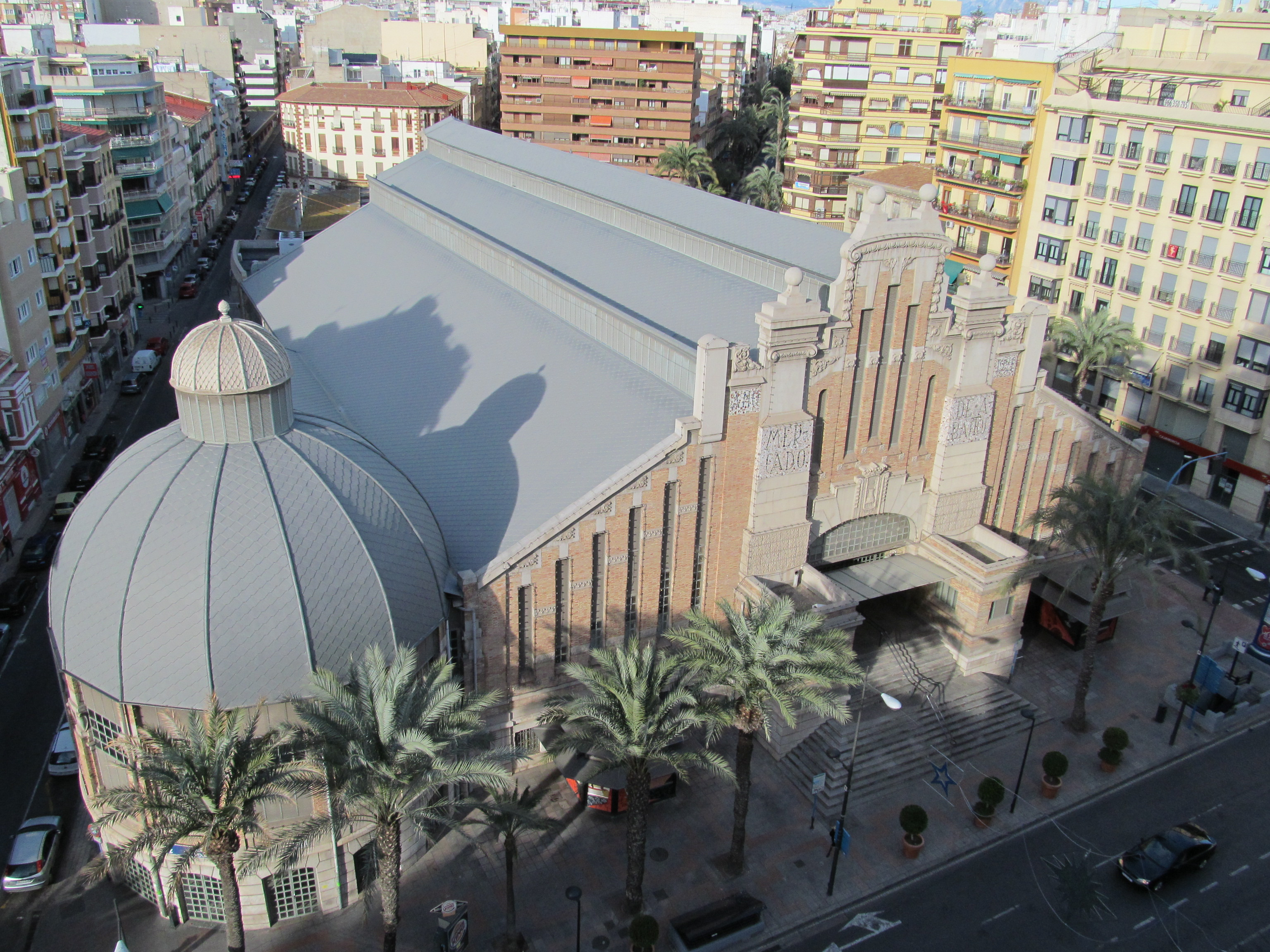
Vista aérea del Mercado

El Mercado Central de Alicante es un edificio de estilo ecléctico, con ornamentos del modernismo valenciano, de principios del siglo XX, que cumple la función de mercado municipal, situado en la ciudad española de Alicante.
Ubicado en la avenida de Alfonso el Sabio, su primer proyecto de construcción fue realizado por el arquitecto Enrique Sánchez Sedeño en 1911. El 12 de febrero de ese mismo año fue colocada la primera piedra por el rey Alfonso XIII, acompañado por el presidente del gobierno José Canalejas. En 1914 el ingeniero Próspero Lafarga y el arquitecto Francisco Fajardo Guardiola realizaron el segundo proyecto. Las obras fueron llevadas a cabo por Juan Vidal entre 1917 y 1921.

## Descripción
El edificio es de planta básicamente rectangular, aunque para absorber la irregularidad de la manzana se proyecta una rotonda en la esquina suroeste y un quiebro en la calle del Capitán Segarra, aprovechado para situar estratégicamente uno de los accesos. La rotonda se enfatiza como un volumen distinto al principal y tiene cubierta semiesférica. La fachada más emblemática es la que recae sobre la avenida de Alfonso el Sabio, realizándose el acceso en esta a través de una gran escalinata. La fachada trasera recae a la plaza 25 de Mayo.

La edificación consta de una planta semisótano y otra superior donde se sitúan los puestos de venta. El sistema estructural porticado organiza el espacio interior con tres naves de tipo basilical, donde se agrupan los puestos de venta formando manzanas alargadas en el sentido del eje longitudinal. 

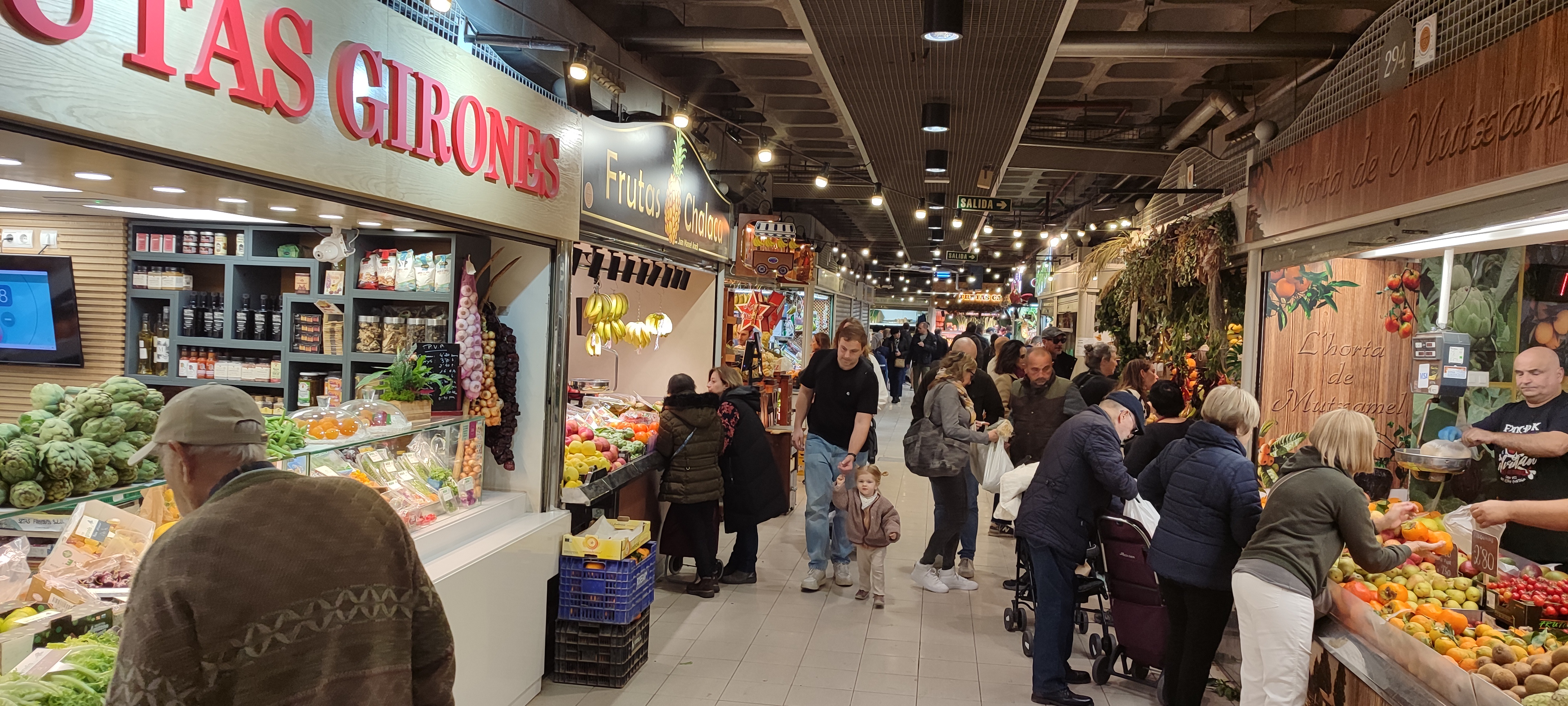
Interior del mercado de Alicante

Estructuralmente la construcción se resuelve con las nuevas posibilidades que la técnica ofrece, y en este caso, para conseguir una mayor diafanidad del espacio se recurre a un sistema de pilares y cerchas de acero laminado. Las cubiertas inclinadas hacia los laterales y fraccionadas a cierta altura permiten una adecuada iluminación cenital.
La envolvente, que no tiene función resistente, se resuelve con materiales ligeros y acristalados en los laterales, y con ladrillo en las fachadas principales. Aquí los huecos se rasgan verticalmente, intercalándose las bandas de macizo y hueco que recorren de arriba abajo la planta principal. 
El lenguaje utilizado es ecléctico con una variada mezcla de elementos ornamentales modernistas, (el arco carpanel de la entrada, el juego de texturas en los materiales, los azulejos), con otros de ascendencia casticista, (pináculos herrerianos, volutas jónicas).

## Sucesos
El 25 de mayo de 1938, durante la guerra civil española, el Mercado Central de Alicante y otros puntos de la ciudad fueron bombardeados por la aviación fascista italiana procedente de Mallorca. El número de víctimas se calcula en más de trescientas personas muertas, entre ellas diez niños, y más de mil heridos.
El 21 de julio de 2012 se desplomó una palmera sobre las escaleras principales de acceso al Mercado Central, en una hora de alta afluencia de público. La suerte quiso que no causara ninguna víctima. Esto hubiera quedado en una simple anécdota si no hubiera sido porque era la cuarta palmera que caía en la capital alicantina en apenas quince días (días después cayó una quinta). La palmera caída puede verse en la imagen, a la izquierda de la entrada principal, y los únicos daños que causó fueron los que sufrió la barandilla.